# Туктубаево
Туктуба́ево — село в Сосновском районе Челябинской области. Входит в состав Алишевского сельского поселения. Основано башкирскими переселенцами из расположенного в 20 км южнее села Архангельского, ранее называвшегося Туктубаем (Тохтубай), их переезд был вызван появлением царского указа о передаче земель Оренбургскому казачьему войску.

## География
Расположено на правом берегу реки Миасс, в месте впадения в неё реки Бишкиль. Расстояние до районного центра села Долгодеревенского 49 км.

## Население
| 2002 | 2010 |
| ---- | ---- |
| 650  | ↗763 |

По данным Всероссийской переписи, в 2010 году численность населения села составляла 763 человека (368 мужчин и 395 женщин).

## Улицы
Уличная сеть села состоит из 7 улиц.

## Транспорт
Село связано региональной автомобильной дорогой 75К-580 с расположенными на противоположном берегу Миасса деревней Алишевой и селом Кайгородовым, расположенным на региональной автомобильной дороге 75К-205 Обход города Челябинска. Общественный транспорт представлен одним маршрутом, связывающим Алишеву через Туктубаево с Челябинском.
В 15 км к югу от села проложен исторический ход Транссибирской железнодорожной магистрали, ближайшая станция Биргильда. Расположенный на этой же линии остановочный пункт Тактыбай назван по прежнему названию села Архангельского.